# Cecil Green
Cecil Green, pseudonimo di Judge Cecil Holt (Dallas, 30 settembre 1919 – Winchester, 29 luglio 1951), è stato un pilota automobilistico statunitense.
Corse le edizioni 1950 e 1951 della 500 Miglia di Indianapolis. Morì in un incidente sul circuito di Winchester, Indiana nel 1951
Tra il 1950 e il 1960 la 500 Miglia di Indianapolis faceva parte del Campionato Mondiale, per questo motivo Green ha all'attivo anche 2 Gran Premi ed un quarto posto in Formula 1.

## Risultati in Formula 1
| 1950 | Scuderia              | Vettura           |  |  |   |  |  |  |  |  | Punti | Pos. |
| ---- | --------------------- | ----------------- |  |  | - |  |  |  |  |  | ----- | ---- |
| 1950 | John Zink/M.A. Walker | Kurtis Kraft 3000 |  |  | 4 |  |  |  |  |  | 3     | 13º  |

| 1951 | Scuderia              | Vettura           |  |     |  |  |  |  |  |  | Punti | Pos. |
| ---- | --------------------- | ----------------- |  | --- |  |  |  |  |  |  | ----- | ---- |
| 1951 | John Zink/M.A. Walker | Kurtis Kraft 3000 |  | Rit |  |  |  |  |  |  | 0     |      |

| Legenda | 1º posto     | 2º posto | 3º posto    | A punti         | Senza punti/Non class.  | Grassetto – Pole position Corsivo – Giro più veloce |
| Legenda | Squalificato | Ritirato | Non partito | Non qualificato | Solo prove/Terzo pilota | Grassetto – Pole position Corsivo – Giro più veloce |